# 简塔·曼塔天文台
简塔·曼塔天文台是印度最重要、最全面、保存也最完好的古天文台，是联合国教科文组织评定的世界遺産 
。该天文台位于印度拉贾斯坦邦的斋浦尔，是由十九部以固定装置为主体的天文仪器组成的。这些天文仪器是已知古代观测装置中的不朽杰作，并在许多方面有着自身的特点。天文台中的萨穆拉日晷（Samrat Yantra）是世界上最大的石制日晷。

## 歷史
简塔·曼塔天文台建于萨瓦伊·杰伊·辛格二世统治时期，于1738年完成 。该天文台展现了莫卧儿时代末期印度人对宇宙的认知以及探究天文学的能力。该天文台建筑为砖石结构，而天文仪器以砖石和铜器制成。这些天文观测仪器的原理来自于古代印度梵文典籍，并辅以莫卧儿时期获得的伊斯兰天文学数据。这些天文仪器使得人们可以利用肉眼观测星体位置。该天文台既在建筑工艺上有创新，又从18世纪印度不同的宗教和社会思想中获得灵感。该天文台是托勒密式定位天文学的一个典型代表。
简塔·曼塔天文台的天文仪器观测三类主要的天球坐标系统：地平坐标系统，赤道坐标系统和黄道坐标系统。在天文台的天文仪器中，有一台名为卡巴拉（Kapala Yantra）的观相仪可以对两种天球坐标系统进行转换。
在19世纪，天文台曾遭到损坏。陆军少校及业余天文爱好者亚瑟·嘉莱特（Arthur Garrett）曾任斋浦尔地区的助理工程师，其于任职期间内曾主持对天文台进行初步维护.。2010年。在联合国教科文组织第34次世界遗产委员会会议作为文化遗产列入《世界遗产名录》。

## 命名
简塔·曼塔天文台的名字来自于梵语词汇“jantar”( 梵语: यन्त्र，意为“装置，机器”)和“mantar”（梵语： मन्त्रण，意为“咨询，计算”）。因此“简塔·曼塔”的字面意思是“计算的机器” 。

## 登录基准
该世界遗产被认为满足世界遺產登錄基準中的以下基準而予以登錄：
- （iii）呈现有关现存或者已经消失的文化传统、文明的独特或稀有之证据。
- （iv）关于呈现人类历史重要阶段的建筑类型，或者建筑及技术的组合，或者景观上的卓越典范。